# 米夏埃尔·巴拉克
米夏埃尔·巴拉克（德語：Michael Ballack，1976年9月26日—），出生於民主德國德累斯頓。已退役德国足球运动员，場上一般位置為進攻中場，但亦能出任组织中场或防守中场的位置。曾任德国国家队队长。
這名德国国家队中場大腦曾效力多支德國球會，如拜仁慕尼黑。他最知名的特點是左右兩腳均有從禁區外攻門的能力，長射精準且力道強勁，而且頭鎚攻門能力出眾，一旦對方被迫跟出禁區看防，他又冷不防的把球塞給蓄勢前插的隊友得分，多年來於國家隊保持著很高的進球和助攻數字。他亦曾於勒沃库森於一季內射入超過二十個入球，是阿迪达斯的代言人。2012年10月2日，巴拉克正式宣佈退出球壇，結束其17年足球生涯。
除了場上的表現外，他還有一個知名的特徵：做為一個長時間先發的球員，他無論是在俱樂部或國家隊幾乎都穿著13號的球衣（僅在凱撒勞頓時期短暫穿著3號球衣；習慣來說，陣中主力先發多半是1號到11號）。

## 簡歷

### 凱沙羅頓
出生於德意志民主共和國的巴拉克早在七歲時展開了球員生涯，當時他加盟民主德國的一個小球會擔任學徒，十歲時轉投卡尔·马克思城本地的開姆尼茨足球俱乐部的球會。由於表現良好，1995年巴拉克正式簽訂一份職業球員合約，当时他18歲。他在效力此球會期間上陣49場，取得10個入球，當時已被人被為「小凱撒」，表扬他的出色表现。
隨後巴拉克再轉投當時剛升上甲組的球會凱撒勞頓，首季雖然只出场16场，但這幫助了他在翌季成為正選，上陣30場入4球，以一名中場球員而言算是不错的成绩。在期間他還隨球會首次出戰欧冠杯，但是在次圈即被德甲霸主拜仁慕尼黑淘汰。

### 勒沃庫森
1999年，巴拉克加盟勒沃庫森，事实证明这是巴拉克職業生涯中最明智的決定。巴拉克迅速奠定了中场核心的位置，他在勒沃庫森中的位置經常被安排於兩個前鋒掩護之後，因此他的後上入球能力立即顯露出來，成為了球隊进球的一把利器，帶領勒沃庫森在1999-00年球季一度排在德甲榜首，可惜因在最後一場聯賽比賽中失利，被拜仁慕尼黑逆转而屈居第二，而在這場僅需和局即可封王的比賽，巴拉克踢進了德甲生涯第一顆烏龍球。2002年勒沃庫森在歐冠杯击败多支强队，一路殺入決賽，可惜在决赛中遭到席丹绝杀，以1-2败给西甲豪门皇家馬德里，在德甲、德國杯、歐冠杯「榮獲」三亞王。

### 拜仁慕尼黑
由於出色表現，巴拉克在2002年世界杯後轉投德甲豪門拜仁慕尼黑，為拜仁慕尼黑多次蟬聯德甲聯賽冠軍，终于打破他在萊沃庫森未能夺魁的遗憾。而在這四年間巴拉克共上陣了154場入58球，成为拜仁慕尼黑陣中不可或缺的核心成員，地位与元老卡恩並列。不過球隊在欧洲冠军杯中經常失利，導致巴拉克一直與欧洲冠军杯無緣。
2006年巴拉克與拜仁慕尼黑合約即將屆滿，但在談續約時卻屢傳談判失敗，並與一些海外大球會扯上關係，如英超冠军曼聯和西甲豪门皇家馬德里。至2006年中英超球队切爾西連續兩屆贏得英超聯冠軍，而切爾西更欲招攬巴拉克增強競逐欧洲冠军杯實力。最後巴拉克決定於2006世界杯展開前離開拜仁慕尼黑，加盟切爾西。

### 切爾西
切爾西是巴拉克效力的首支海外球會，但受到世界杯後遺症影響，在首个赛季中未能發揮出正常水平。2006-07赛季，他在英超联赛中只取得五個入球。不少人質疑巴拉克此次轉會是否明智的決定。2007-08年球季初，巴拉克因伤病困擾，被球隊從25人的歐聯第一階段名單中除名，更令這名德國國家隊隊長的離隊之說不脛而走。這時西班牙媒體報道指皇馬新任教練舒斯特爾欲接触巴拉克，但最後被他本人否认。
06-07賽季，巴拉克代表切爾西在各項賽事中出戰45次，打進8球，其中在聯賽中出戰26場，打進5球；07-08賽季，巴拉克代表切爾西在各項賽事中出戰30次打進9球，其中，在聯賽中出戰18次，打進7球，入球率可謂不俗。08-09巴拉克代表切爾西在各項賽事中出戰41場打進4球，其中在聯賽中出戰29場打進1球。09-10賽季，巴拉克在各項賽事中攻入5球，並送出6記助攻，並協助球隊重奪失落4年的英超冠軍，這亦是巴拉克第一個英超冠軍榮譽。
於2010年6月9日，切爾西宣佈，在他的合約期滿沒被更新之下離開球隊。巴拉克與隊友祖·高爾和巴列堤 將會一起離開切爾西，成为自由球员。巴拉克随后自由转会老东家勒沃庫森。

### 勒沃庫森
於2010年6月25日，巴拉克自由身加盟曾效力過三年、令自己成名的勒沃库森（勒沃庫森），簽約二年，年薪為六百萬歐元。
巴拉克重返勒沃庫森後的第一季表現未如理想。在联赛中只有一個助攻，沒有取得入球，在歐洲賽中取得兩入球。
第二季，他在各項比賽中取得三入球和三助攻。德甲联赛第11轮，开场仅101秒，勒沃庫森获得任意球机会，巴拉克捅射破门，为球队早早取得了1-0的领先优势，并保持到了比赛结束。这个进球不仅帮助球队取得3分，更是巴拉克在德甲联赛时隔1994天后的再度进球。

### 退役
巴拉克于2012年10月2日宣布退役。他曾与美国职业足球大联盟的蒙特利尔冲击和澳大利亚A联赛的西悉尼流浪者进行谈判。
2013年6月5日，巴拉克在莱比锡的红牛竞技场进行了一场告别赛。这场比赛由世界十一人队以4比3战胜了巴拉克之友，巴拉克上演了他职业生涯中的第二个帽子戏法。他先是在上半场为巴拉克之友打进两球，并在下半场为世界十一人打进了他的第三个进球。参加比赛的有前队友和朋友洛塔尔·马特乌斯、迪迪埃·德罗巴、米罗斯拉夫·克洛泽、安德烈·舍甫琴科、菲利普·拉姆、哈桑·萨利哈米季奇、迪米特尔·贝尔巴托夫、迈克尔·埃辛、安德烈·许尔勒、里卡多·卡瓦略、迪特玛·哈曼、弗洛伦特·马卢达、卡斯滕·扬克尔、托尔斯滕·弗林斯、延斯·莱曼、克里斯蒂安·沃恩斯、迈赫迪·马达维基亚和佩尔·默特萨克，以及一级方程式赛车手迈克尔·舒马赫。两支球队的教练是巴拉克的前切尔西教练何塞·穆里尼奥和他的前国家队教练鲁迪·沃勒尔。

### 國家隊
巴拉克第一次為德國隊參加的大賽是2000歐洲杯，那屆德國隊表現糟糕，在小組賽一平兩負提早打包出局。
巴拉克正式嶄露頭角則是在2002年世界杯，他成為德國隊中進攻線上的靈魂人物，以三球四助攻（此為官方紀錄組數據，而ESPN的紀錄組則認定為三球六助攻）的高效成績一路帶領球隊殺入決賽。可是巴拉克在半决赛對壘韩国时领到賽事中第二張黄牌，决赛时遭到禁赛，结果球队以0-2负于巴西。有鑑於這種其實沒有領到非常多黃牌（小羅納度領了一張黃牌加一張紅牌，在準決賽被禁賽後決賽即能正常出賽）卻不能參加決賽的例子（其他知名者還有1990的卡尼吉亞和1994的哥斯塔古塔），因此官方後來修正了世界杯淘汰賽的相關禁賽規定：除非一個選手在準決賽單場連拿兩張黃牌或者領到紅牌，不然他都是可以在決賽上場的（意即豁免準決賽前累計的黃牌）。
2004歐洲杯上，德國隊表現不佳，僅有巴拉克發揮水準，最後小組賽打包出局，他和義大利的贊布羅塔是該屆大賽唯二小組出局而能入選全明星隊的選手。
在2006世界盃，巴拉克作為國家隊的隊長，上陣5場比賽，並帶領球隊繼92歐國盃和90世界盃後擊敗瑞典、阿根廷等強隊，最終獲得季軍。雖然沒有取得入球，但他的表現證明他已經是德國國家隊的絕對靈魂。
2008欧洲杯，巴拉克作为队长和核心球员带领德国队一路过关斩将，杀入决赛。可惜在决赛中以0-1败于西班牙，获得亚军。
巴拉克2009~10英格蘭足總盃決賽中被凱文·博阿騰鏟傷，經檢查後證實右足踝韌帶撕裂，無緣南非的2010世界盃。該次大賽中，德國隊表現不錯，教練勒夫大膽起用了大量新人：除了門將諾伊爾及後衛傑洛姆·博阿騰，中場線上的克迪拉、厄齊爾、以及穆勒都表現十分出色（尤其穆勒還正好是緊急頂替受傷的巴拉克而入選，也接替了原本巴拉克使用的13號球衣），德國再次獲得季軍之餘，打出了該屆最漂亮的+11得失分差數據。前德國隊名將馬特烏斯暗示這批新人的出頭是因為巴拉克的受傷，新任隊長拉姆在大賽期間更表示即使巴拉克回歸也不會交還隊長職位。即使經理比爾霍夫出面力挺巴拉克，但最後依舊不能化解巴拉克跟隊上的矛盾。養傷八個星期後，巴拉克就再沒有入選德國國家隊，即使德國足協為他額外安排兩場友誼賽想替他完成100場國家隊出賽的里程碑，都被巴拉克稱之為鬧劇而拒絕，也沒有參加德國在2011年8月11日為他而設的紀念賽（德國對巴西），以示對勒夫的不滿。

## 荣誉

### 球會
凱沙羅頓
- 德国足球甲级联赛 (1)：1997/98年（冠軍）；

勒沃庫森
- 德国足球甲级联赛 (2)：2001/02年、2010/11年（亞軍）；
- 德国足协杯 (1)：2001/02年（亞軍）；
- 歐洲聯賽冠軍盃 (1)：2001/02年（亞軍）；

拜仁慕尼黑
- 德国足球甲级联赛 (3)：2002/03年、2004/05年、2005/06年（冠軍）；
- 德国足协杯 (3)：2002/03年、2004/05年、2005–06年（冠軍）；
- 德國足球協會聯賽盃 (1)：2004年（冠軍）；

切爾西
- 英格兰足球超级联赛 (1)：2009/10年（冠軍）；
- 英格蘭足總盃 (3)：2007年、2008/09年、2009/10年（冠軍）；
- 英格蘭聯賽盃 (1)：2006/07年（冠軍）；
- 英格蘭社區盾 (1)：2009年（冠軍）；
- 欧洲冠军联赛 (1)：2007/08年（亞軍）；

### 國家隊
德國
- 世界盃足球賽 (2)：2002年（亞軍）、2006年（季軍）；
- 欧洲足球锦标赛 (1)：2008年（亞軍）；
- 国际足联联合会杯足球赛 (1)：2005年（季軍）；

### 亚军全纪录
巴拉克職業生涯一共奪得17個第二名，其中14個是俱樂部競賽、3個是個人獎項，是足球史上奪得亞軍最多的球員之一。故此他在港澳有「最二奶命球星」的稱號。其中2001-02球季為巔峰，一年內獲得了四個大型錦標的亞軍：德甲1分之差輸給多特蒙德、德國杯決賽2-4輸給沙爾克04、歐冠決賽1-2輸給皇馬、世界盃決賽0-2輸給巴西（決賽時巴拉克因在四強對韓國領到賽事第二張黃牌而被禁賽）；07-08球季又再次「榮獲」三個大型錦標（英超、歐冠、歐洲國家杯）和兩個小型錦標（聯賽杯、社区盾）的亞軍。
生涯兩次進入歐冠決賽都落敗的他，更是在退休的一年內連續看到切爾西和拜仁兩支自己長期效力的隊伍舉起歐冠獎盃；而在他退休兩年後的2014年世界盃，德國隊又在準決賽親手擊敗巴西（2002世界杯時，巴拉克因累積兩張黃牌而沒能出賽的決賽對手）後，於決賽再次勝出封王，然而巴拉克在他的球員生涯自始至終都沒能親手舉起這兩個獎盃。
俱樂部
- 1999-00赛季（勒沃庫森）：德甲亚军
- 2001-02赛季（勒沃庫森）：德甲亚军、德国杯亚军、欧洲冠军联赛亚军
- 2003-04赛季（拜仁）：德甲亚军
- 2006-07赛季（切爾西）：英超亚军、社区盾亚军
- 2007-08赛季（切爾西）：英超亚军、歐洲冠軍联赛亚军、联赛杯亚军、社区盾亚军
- 2010-11赛季（勒沃庫森）：德甲亚军

德國國家隊
- 2002年：世界杯亚军
- 2008年：欧洲杯亚军

個人獎項
- 2001-02赛季：欧洲俱樂部最有價值球員第二名（第一名為歐冠決賽踢進致勝球的席丹）、德甲射手榜第二名
- 2005年：洲際杯射手榜第二名

### 個人
- 歐洲足協足球會年度最佳中場 (1)：2002年；
- 德國足球先生 (3)：2002年、2003年、2005年；
- 世界盃最佳陣容 (2)：2002年、2006年；
- 歐國盃最佳陣容 (2)：2004年、2008年；
- 国际足联联合会杯足球赛銀靴獎：2005年；
- 2004年在世最偉大的125名球員；

## 个人生活
巴拉克的姓来自索布族。他的父亲斯蒂芬是一名工程师，踢三级足球；母亲卡琳是一名秘书和游泳运动员。
2008年7月14日，巴拉克与交往多年的女友西蒙尼·兰贝结婚。这对夫妇共有三个孩子：路易斯（2001 年出生）、埃米利奥（2002年-2021 年）和霍尔迪（2005 年出生）。这对夫妇于 2012 年离婚。他于 2015 年至 2019 年与娜塔莎·坦努斯约会。
在2012年欧洲杯、2014年世界杯和2016年欧洲杯期间，巴拉克都是ESPN的演播室分析师，经常和亚历克赛·拉拉斯在一起。
他的儿子埃米利奥于2021年8月5日在四轮摩托车事故中丧生，年仅 18 岁。